# Righteous Groove’s
Righteous Groove's – kompilacyjny album amerykańskiej grupy hip-hopowej Poor Righteous Teachers wydany 29 listopada 1999 roku nakładem wytwórni BMG Special Products.

## Lista utworów
1. "Rock Dis Funky Joint"
2. "Shakiyla (JRH)"
3. "Strictly Ghetto"
4. "Word From The Wise"
5. "Holy Intellect"
6. "Pure Poverty"
7. "Ghetto We Love"
8. "Self Styled Wisdom"
9. "Allies" (feat. The Fugees)
10. "Here We Go Again"